# Silvaplanermeer
Het Silvaplanermeer, Duits: Silvaplanersee, Reto-Romaans: Lej da Silvaplauna, is een meer in het Zwitserse kanton Graubünden. Het meer ligt in het Oberengadin. De omgeving wordt Silvaplana genoemd en er ligt een gemeente met dezelfde naam Silvaplana aan de westelijke oever van het meer. De Inn stroomt door het Silvaplanermeer.
Het meer gaat op een smal punt in de Lej da Champfèr over, een kleiner meer. Deze vernauwing wordt veroorzaakt door de alluviale waaier van Silvaplana, die door de stroom Ova dal Vallun steeds verder het meer in wordt geduwd. Ten oosten van het meer ligt de nederzetting Surlej en ten zuidoosten ligt het skigebied van de Corvatsch. Het meer is populair bij kitesurfers en windsurfers, vooral vanwege de gestaag waaiende sterke 'Maloja-wind', die meestal rond het middaguur opsteekt.
Het dal van de Silvaplana eindigt bij het dorp Maloja. Daar ligt de Malojapas, die de andere kant op, Italië in, naar beneden gaat, maar de kant van de Silvaplana op vlak blijft. Het Meer van Sils begint na de pas het dal in na een kilometer, 25 meter minder hoog dan de pas. Twee kilometer na het Meer van Sils begint het Silvaplanermeer, met maar een zeer gering hoogteverschil tussen de beide meren. Sankt Moritz ligt weer twee kilometer na het Silvaplanermeer aan de Inn.
De Inn wordt in het gebied nog steeds Sela genoemd, ontspringt op 2645 meter bij de Malojapas, die op 1815 meter ligt, en stroomt dan eerst het Meer van Sils in.
Meer van Ägeri · Meer van Biel · Bodenmeer · Meer van Brienz · Meer van Genève · Meer van Lugano · Lago Maggiore · Meer van Murten · Meer van Neuchâtel · Meer van Thun · Triftmeer · Vierwoudstrekenmeer · Walenmeer · Meer van Zug · Meer van Zürich